# Politique au Mexique
Le Mexique est une république fédérale composée de 32 Entités fédératives dont 31 ont le statut d'État.
Le nom officiel du pays est Estados Unidos Mexicanos (« États-Unis mexicains »).
Toutes les personnes de nationalité mexicaine de plus de 18 ans ont le droit de vote.
La séparation des pouvoirs (exécutif, législatif, judiciaire) est garantie par la Constitution de 1917.
Selon une enquête de l'Université nationale autonome du Mexique, 74 % des Mexicains estiment en 2017 que le système électoral du Mexique n'est pas transparent et se méfient des résultats officiels.

## Histoire
Avant l'arrivée de l'Espagnol Hernán Cortés, différents civilisations et peuples amérindiens se partageaient le territoire de l'actuel Mexique, tels les Olmèques ou Mayas. En 1521, les troupes de Hernán Cortés, alliés aux amérindiens Tlaxcaltèques entrèrent dans la capitale de la Triple alliance Tenochtitlan actuellement dans le centre de l'actuelle entité fédérative de Ciudad de México.
La couronne de Castille installa la vice-royauté de Nouvelle-Espagne. Cette période s'acheva en 1821. Entre 1861 et 1867, lors de expédition du Mexique, la France occupa militairement une partie du Mexique. Une dizaine d'années plus tard, la longue présidence de Porfirio Díaz commença (1876 à 1911), entrecoupée par la présidence de Juan N. Méndez (quelques mois entre 1876 et 1877), et celle de Manuel González (1880 à 1884). En 1910, débuta la révolution mexicaine, suivie après le départ de Díaz d'une guerre civile entre factions révolutionnaires. Durant cette période, la Constitution de 1917 fut proclamée. Au XXe siècle, durant environ 70 ans, les présidents étaient tous issus du Parti révolutionnaire institutionnel (PRI). En 2000, une alternance se produit avec l'élection à la présidence de Vicente Fox (2000-2006) du Parti action nationale (PAN).
Dans les années 1960, un rapport de la police secrète (dont les archives ont été partiellement ouvertes en 2000) décrit la doctrine que doit suivre le PRI dans ses relations avec les médias : « la propagande politique doit utiliser tous les moyens de communication - les mots écrits pour les lettrés, les images graphiques, les utilisations audiovisuelles de la radio, de la télévision et du cinéma pour les moins instruits - [ainsi] nous pourrons concevoir un monde dominée par une tyrannie invisible qui adoptera la forme extérieure d'un gouvernement démocratique ». Les groupes médiatiques Televisa et TV Azteca sont aujourd'hui encore proches du parti.

## Corruption
La corruption est particulièrement présente dans la vie politique du Mexique. En 2015, la Banque mondiale estimait sa contribution au produit intérieur brut (PIB) à 9 %, soit plus que le tourisme.
Au cours de la présidence de Enrique Peña Nieto (PRI), une succession de scandales ont conduit seize gouverneurs (ou anciens gouverneurs) devant la justice. L’un d’entre eux, Javier Duarte (PRI), a ainsi détourné trois milliards de dollars lors de son passage à la tête de l’État de Veracruz.
Dans de cadre d'affaires de corruption liés à l’entreprise brésilienne de construction Odebrecht, une majorité de députés mexicains ont, en mars 2018, voté contre la poursuite des hauts fonctionnaires coupables d’enrichissement personnel. Cette même année, le tribunal électoral a entériné la candidature à la présidence du gouverneur de l’État de Nuevo León, Jaime Heliodoro Rodríguez Calderón (PRI), alors que 58 % des signatures requises pour valider sa nomination avaient été jugées frauduleuses. Le tribunal a justifié sa décision en affirmant que « le règlement précise qu’il faut un nombre suffisant de signatures. Il ne dit pas que les signatures doivent être valides ».
Les foyers mexicains consacreraient en moyenne 14 % de leurs revenus à satisfaire les exigences de fonctionnaires corrompus — un chiffre qui atteint 33 % pour les familles dont les membres ne perçoivent que le salaire minimum. Plus d’un tiers des entreprises reconnaissent avoir dû verser des pots-de-vin pour obtenir un contrat public.

## Le pouvoir exécutif
Le président est élu pour une durée de six ans et ne peut exercer un second mandat.
Le président peut émettre des décrets dans les domaines économiques et financiers grâce aux pouvoirs que lui délègue le Congrès. Il n'y a pas de vice-président, en cas de démission ou de décès, le Congrès désigne un président intérimaire.
Vicente Fox Quesada, du PAN, a été à la tête du Mexique du 1er décembre 2000 jusqu'au 1er décembre 2006. Il avait recueilli 43 % des voix aux élections du 2 juillet 2000, alors que Francisco Labastida du PRI obtenait 37 % des suffrages et Cuauhtémoc Cárdenas du PRD 17 %.
Felipe Calderón Hinojosa a quant à lui remporté l'élection du 2 juillet 2006 confortant le rôle de premier plan du PAN au détriment du PRI. Son mandat s'achève le 1er décembre 2012.
Lors de l'élection présidentielle du 1er juillet 2012, c'est Enrique Peña Nieto qui est élu avec 38,21 % des voix.
Andrés Manuel López Obrador est élu le 1er juillet 2018 avec 53,19 % des voix, ce qui fait de lui le premier président de gauche du Mexique depuis des décennies.
Le référendum révocatoire sur le mandat présidentiel est adopté en 2021.

### Galerie présidentielle depuis 2000

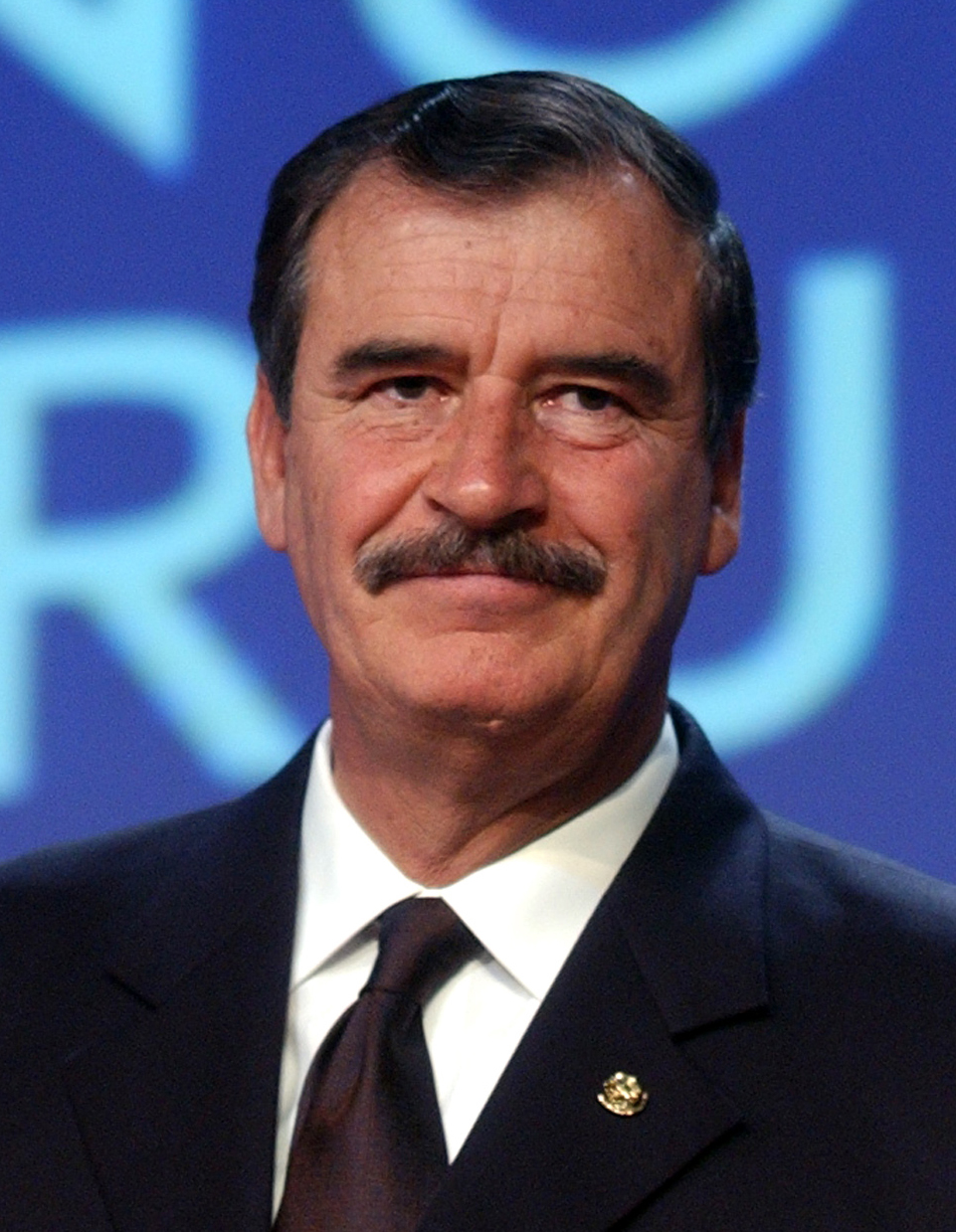
Vicente Fox 2000-2006
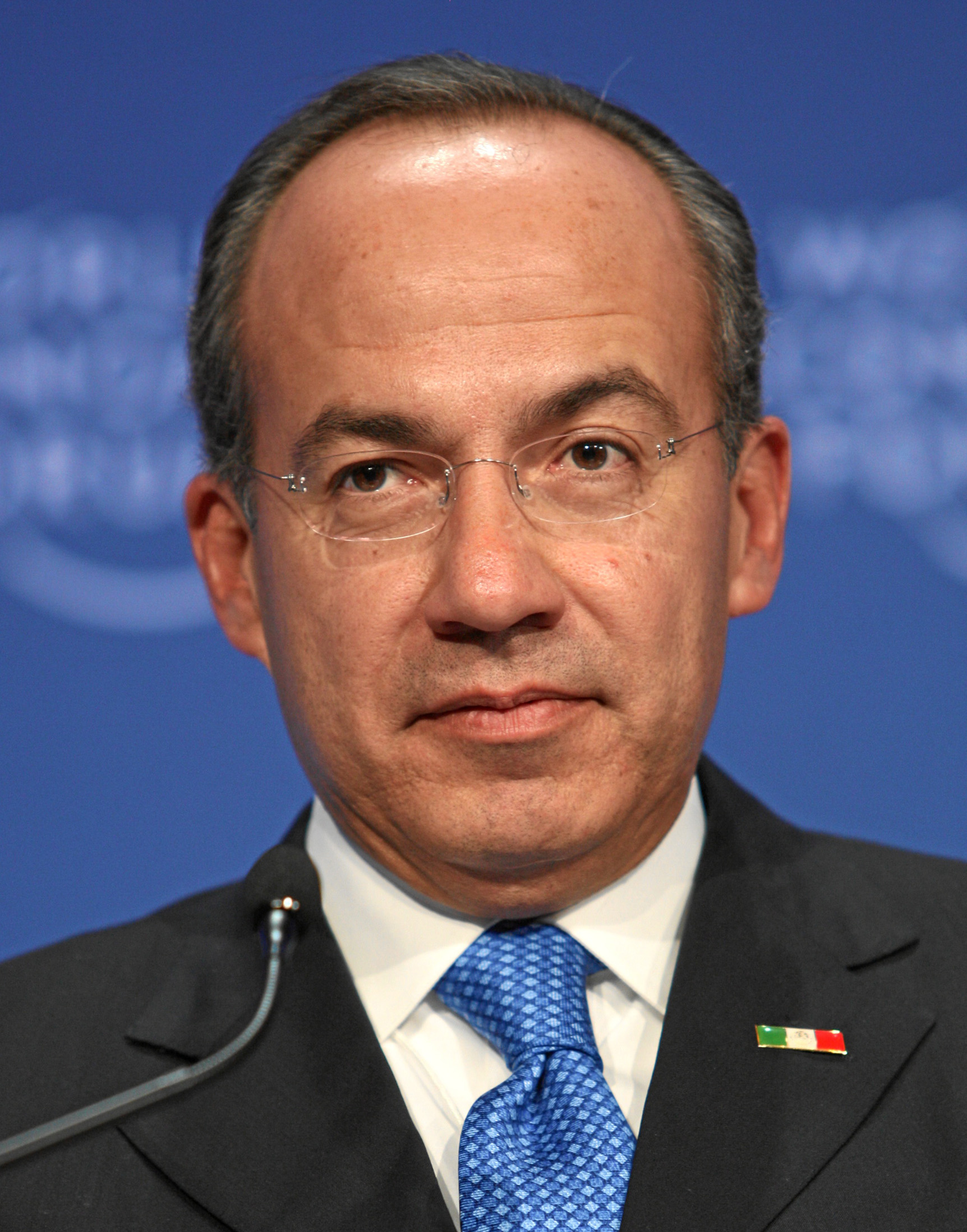
Felipe Calderón 2006-2012
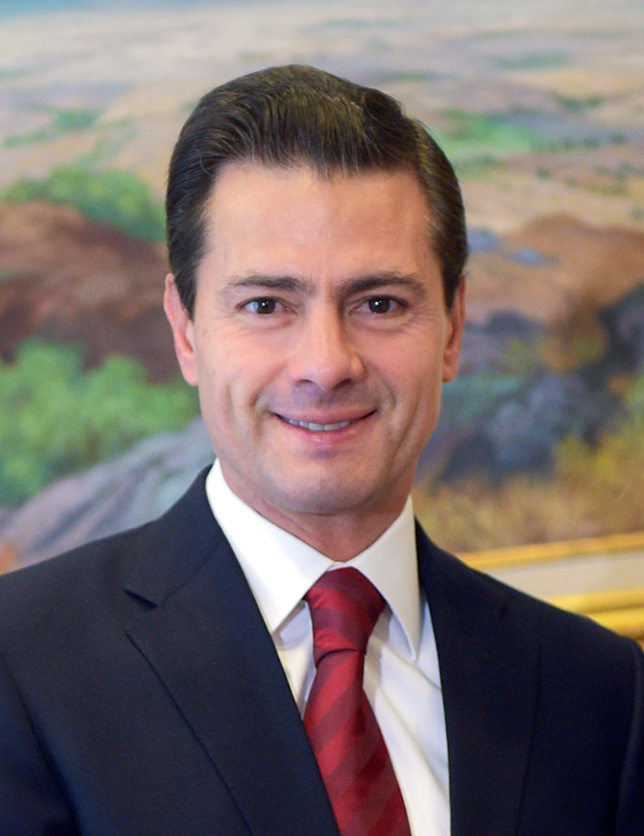
Enrique Peña Nieto 2012-2018
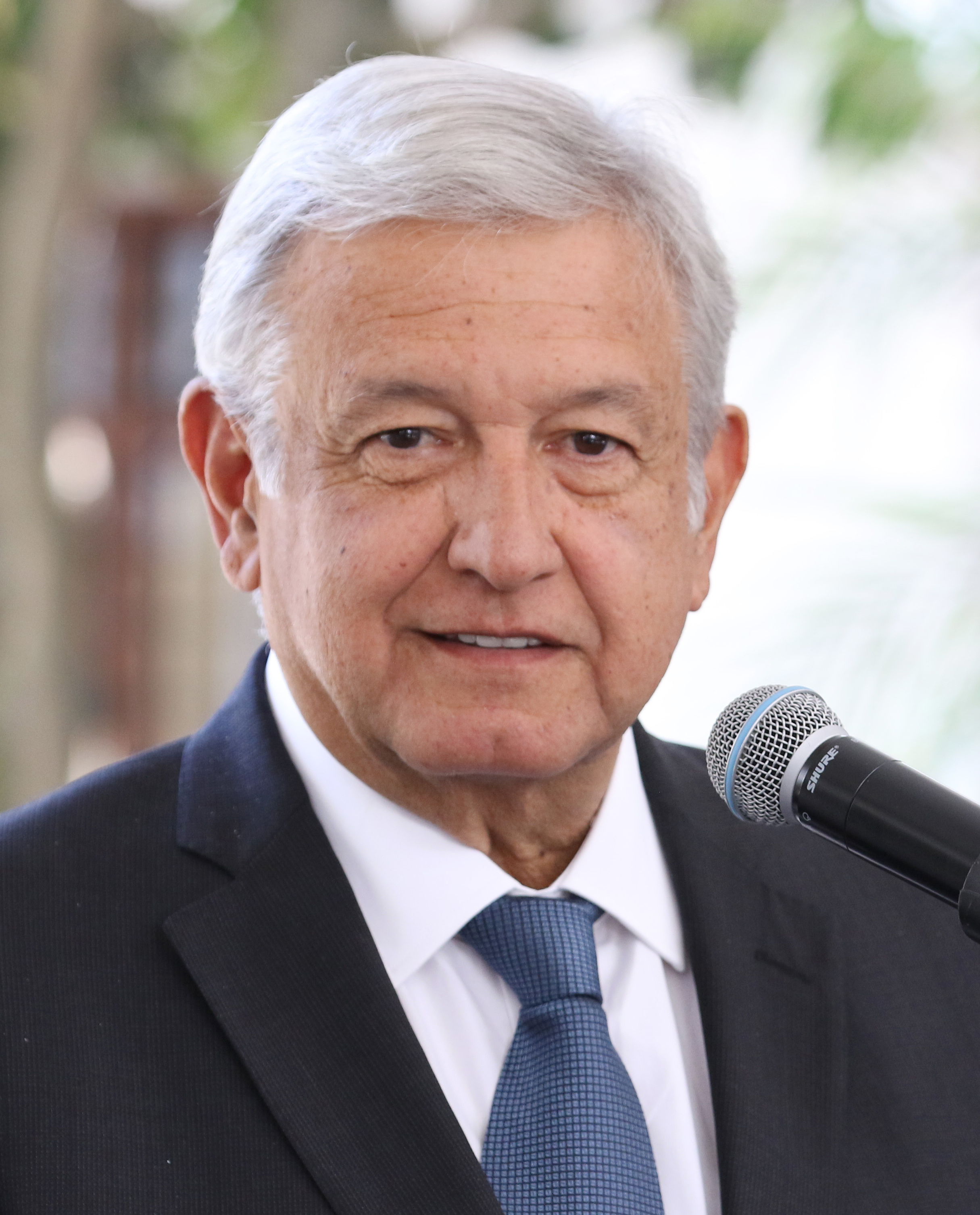
Andrés Manuel López Obrador 2018-2024
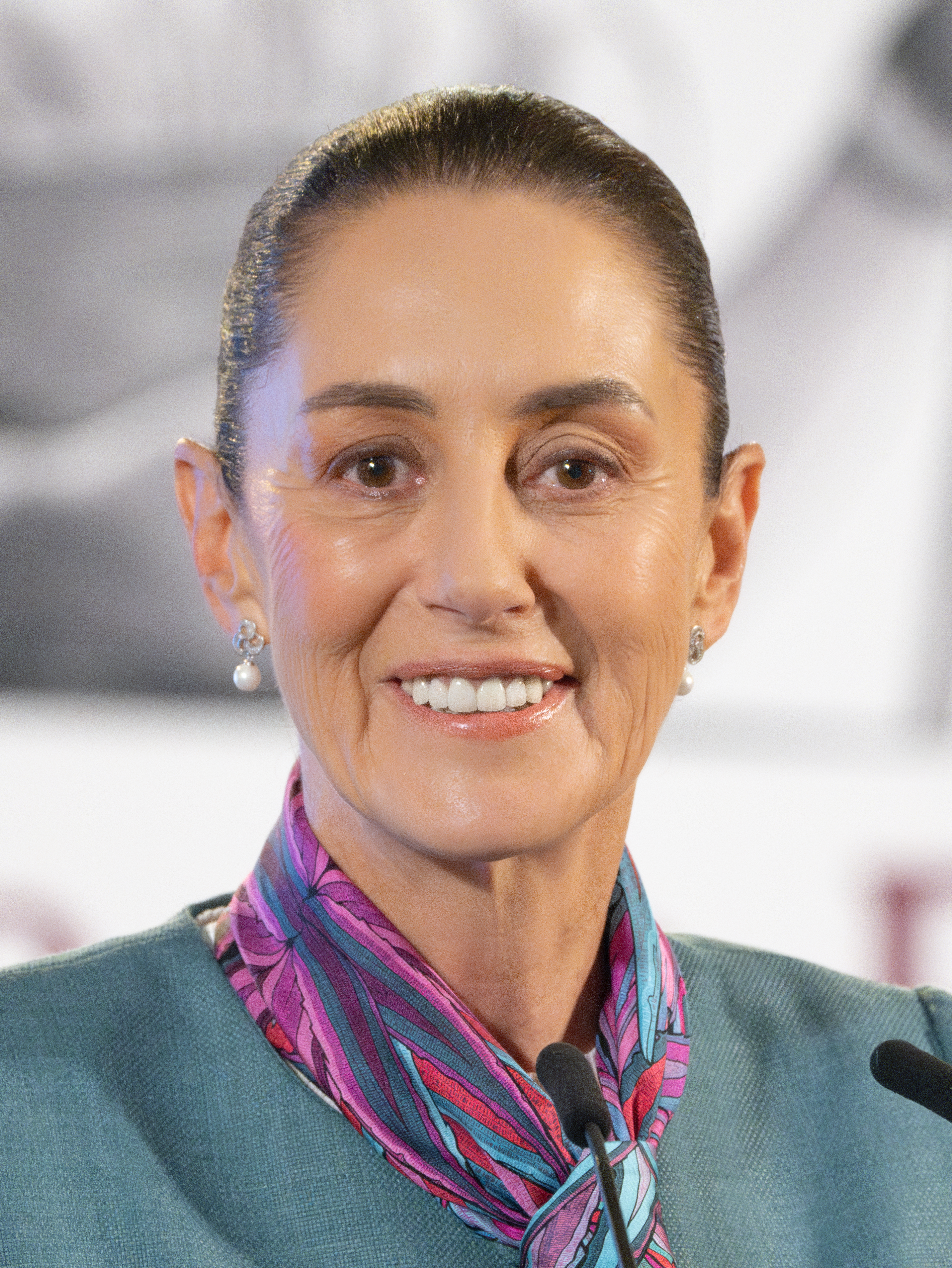
Claudia Sheinbaum 01/10/2024-présent

## Le pouvoir législatif
Le pouvoir législatif appartient au Congrès de l'Union. Il s'agit d'une institution bicamérale. Il est composé de la Chambre des députés (Cámara de Diputados), composée de 500 membres dont (depuis 2009, 237 sièges pour le PRI, 143 pour le PAN et 71 pour le PRD) et au Sénat (Senado de la República), composé de 128 membres (depuis 2006 : 32 sièges pour le PRI, 52 pour le PAN et 26 pour le PRD). Les parlementaires ne peuvent pas exercer deux mandats consécutifs. Les députés sont élus pour un mandat de trois ans et les sénateurs pour un mandat de six ans.
300 circonscriptions électorales désignent chacune un député et 200 autres députés sont élus au suffrage proportionnel à travers tout le pays. Les 200 sièges désignés de façon proportionnelle ont été créés pour permettre aux petits partis d'accéder plus facilement à la Chambre.
Le parlement joue un rôle accru depuis 1997, du fait que le nombre de sièges détenus par l'opposition y sont plus importants.

## Le pouvoir judiciaire
Les titulaires du pouvoir judiciaire de la Fédération sont les suivants :
- la Cour suprême de justice de la nation (CSJN) ;
- le Tribunal électoral du pouvoir judiciaire de la Fédération ;
- les tribunaux de circuit, qui fonctionnent de façon unitaire en matière d'appel et de façon collégiale en matière de jugement d'amparo ;
- les tribunaux de district et le Conseil fédéral de la magistrature.

La Constitution régit uniquement l'organisation de la CSJN, du Tribunal électoral et du Conseil fédéral de magistrature.
Les organes du pouvoir judiciaire fédéral exercent deux types de fonctions : la fonction judiciaire qui se réfère à la tenue des procès fédéraux et la fonction de contrôle de la constitutionnalité, en plus des aspects électoraux, qui possèdent généralement un caractère judiciaire.
La CSJN, qui est un tribunal constitutionnel, est composée de onze ministres, lesquels siègent en séance plénière ou réunis en chambres. Les ministres de la CSJN sont nommés par le Sénat de la République, à partir d'une liste de trois noms proposée par le président de la République (article 76 alinéa VIII et article 96 de la Constitution). La personne sélectionnée doit comparaître devant le Sénat. En règle générale, le ministre est nommé avec les deux tiers des voix des sénateurs présents. L'article 94 de la Constitution établit que ces magistrats sont nommés pour une durée de 15 ans. Cette longévité leur est assurée afin qu'ils puissent exercer leur charge avec la stabilité et l'indépendance nécessaires.
Les magistrats de circuit et les juges de district sont nommés par le Conseil fédéral de la magistrature pour une période de six ans ; mais si au bout de ce laps de temps, ils sont ratifiés ou promus, ils deviennent inamovibles, sauf suivant les procédures indiquées expressément par la loi.
La réforme constitutionnelle de 1994 a apporté un changement important en créant une nouvelle institution : le Conseil Fédéral de la Magistrature. Cette organe est responsable du gouvernement et de l'administration du Pouvoir Judiciaire Fédéral, à l'exception de la CSJN. L'objectif de cette création est de rattacher la nomination, la promotion, l'affectation et la responsabilité des magistrats et des juges à un système objectif de mérite, capable de renforcer l'indépendance des Tribunaux fédéraux.

## Secrétariats d'État
- Secrétariat du Gouvernement
- Secrétariat des Relations Extérieures
- Secrétariat de la Défense Nationale
- Secrétariat de la Marine
- Secrétariat de la Sécurité Publique
- Secrétariat des Finances et du Crédit Public
- Secrétariat du Développement Social
- Secrétariat de l'Environnement et des Ressources Naturelles
- Secrétariat de l'Énergie
- Secrétariat de l'Économie
- Secrétariat de l'Agriculture, du Bétail, du Développement Rural, de la Pêche et de l'Alimentation
- Secrétariat des Communications et des Transports
- Secrétariat de l'Éducation Publique
- Secrétariat de la Santé
- Secrétariat du Travail et de la Prévision Sociale
- Secrétariat du Tourisme
- Secrétariat de la Réforme Agraire
- Secrétariat de la Fonction Publique
- Procureure générale de la République

## Gouvernement
- 1914-1920 : Gouvernement Venustiano Carranza
- 1920-1920 : Gouvernement Adolfo de la Huerta
- 1920-1924 : Gouvernement Álvaro Obregón
- 1924-1928 : Gouvernement Plutarco Elías Calles
- 1928-1930 : Gouvernement Emilio Portes Gil
- 1930-1932 : Gouvernement Pascual Ortiz Rubio
- 1932-1934 : Gouvernement Abelardo L. Rodríguez
- 1934-1940 : Gouvernement Lázaro Cárdenas
- 1940-1946 : Gouvernement Manuel Ávila Camacho
- 1946-1952 : Gouvernement Miguel Alemán Valdés
- 1952-1958 : Gouvernement Adolfo Ruiz Cortines
- 1958-1964 : Gouvernement Adolfo López Mateos
- 1964-1970 : Gouvernement Gustavo Díaz Ordaz
- 1970-1976 : Gouvernement Luis Echeverría
- 1976-1982 : Gouvernement José López Portillo
- 1982-1988 : Gouvernement Miguel de la Madrid
- 1988-1994 : Gouvernement Carlos Salinas de Gortari
- 1994-2000 : Gouvernement Ernesto Zedillo
- 2000-2006 : Gouvernement Vicente Fox
- 2006-2012 : Gouvernement Felipe Calderón
- 2012-2018 : Gouvernement Enrique Peña Nieto
- 2018-2024 : Gouvernement Andrés Manuel López Obrador

## Les partis politiques
Le pays compte principalement trois grands partis :
- le Parti action nationale (droite)
- le Parti révolutionnaire institutionnel (centre droit)
- le Mouvement de régénération nationale (centre gauche)[6],[7]

Autres partis :
- Convergence (centre gauche)
- Parti du travail (gauche)
- Parti vert écologiste du Mexique (centre droit)
- Parti de la révolution démocratique (centre gauche)

## Femmes en politique
En 2018, l’élection d’Andrés Manuel Lopez Obrador a contribué à une forte féminisation du personnel politique. Ainsi, le gouvernement, qui ne comptait que quatre femmes sur trente membres sous la présidence d’Enrique Peña Nieto est dorénavant paritaire, ce qui constitue une première au Mexique. D'autre part, la chambre des députés comporte désormais 241 femmes sur ses 500 membres : elles n’étaient que 114 dix ans auparavant. Quant à la chambre haute, elle compte 63 femmes pour 65 hommes.
En octobre 2024, Claudia Sheinbaum,  membre du Mouvement de régénération nationale (centre gauche), est élue présidente de la république.

## Les organisations internationales
Organisations auxquelles le Mexique appartient :
Économie
- Accord de libre-échange nord-américain (Alena) ;
- Association des États de la Caraïbe (AEC) ;
- Coopération économique pour l'Asie-Pacifique (APEC) ;
- Bank for International Settlements (BIS) ;
- Central American Bank for Economic Integration (CABEI), en anglais et BCIE en espagnol ;
- Groupe des 20 (G20) ;
- Organisation de coopération et de développement économiques (OCDE).

Politique
- Organisation des Nations unies (ONU).

## Les relations extérieures
Le Mexique entretient surtout des relations avec les États-Unis (2002)[Information douteuse] notamment sur les sujets suivants :
- Problème de l'eau ;
- Immigration illégale ;
- Passage des camions américains par le territoire mexicain.

## Informations diverses
- Los Pinos est la résidence officielle du président de 1935 à 2018, date à laquelle elle est remplacée par le Palais national à Mexico.

#### Sites officiels
- (es + en) Site internet de la Présidence
- (es) Ministère des finances
- (es + en) Ministère de l'économie
- (es + fr + en) La chambre des députés
- (es) Le Sénat

#### Autres
- Politique de l'Union européenne envers le Mexique
- Drogues et politique au Mexique